# Happsta
Happsta är en by fyra kilometer norr om Alunda i Alunda socken i Östhammars kommun. Mellan 2015 och 2020 avgränsade SCB här en småort.
Happsta är ett samhälle med tre jordbruksfastigheter och 13 bostadsfastigheter. Där finns många fornlämningar i form av stensättningar. Snickerifabriken som startades 1918 av Johan Gottfrid Fredlund finns fortfarande kvar. Tillverkningen är specialdörrar och glaspartier.